# تلمبه امور آب و فاضلاب
تلمبه امور آب و فاضلاب یک منطقهٔ مسکونی در ایران است که در دهستان خاتون‌آباد (شهربابک) واقع شده‌است.